# Canadian Club
Canadian Club ist ein kanadischer Whisky.

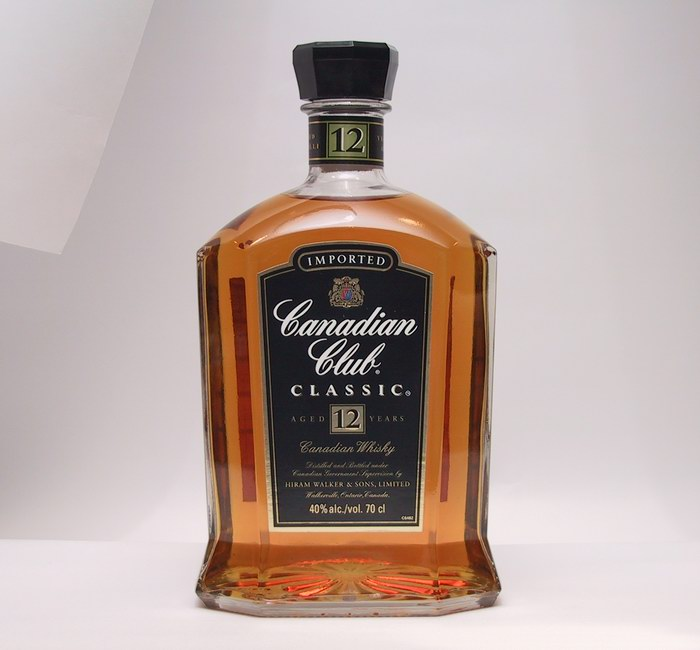
Eine Flasche des aged Canadian Whisky

Zu Produktionsbeginn 1858 war er unter dem Namen Hiram Walker’s Club Whisky bekannt. Canadian Club (so genannt seit 1884) ist der kommerziell erfolgreichste Whisky aus Kanada. Der Blend („Blended Canadian Whisky“) wird heute in mehr als 150 Ländern verkauft.

## Geschichte
Wie auch in den USA machten die damaligen Siedler in Kanada im 17. Jahrhundert, vor allem mit Roggen, ihre ersten Brennversuche. Die Whiskyproduktion in Kanada stand hingegen lange Zeit im Schatten der US-amerikanischen. Dies änderte sich erst um 1860, als der aus Douglas (Massachusetts) stammende Amerikaner Hiram Walker einwanderte und in Ontario seine erste Destillerie – im späteren Walkersville – gründete. Hiram Walker machte seinen Namen zur Marke und druckte auf seine Fässer und Flaschen „Hiram Walker“. Dies war zur damaligen Zeit eine Art Revolution in der Markenstrategie. Walker fand vor allem in Clubs und Restaurants großen Gefallen. Daraufhin fügte Walker seinem Erzeugnis den Namen „Club“ hinzu. In den 1880er Jahren weitete Walker sein Auslieferungsgebiet auf die USA aus. Auch dort hatte Walker einen unglaublichen Erfolg, woraufhin ihn die amerikanischen Whiskeyhersteller zur Kennzeichnung seiner Produkte mit der Bezeichnung „Canadian“ zwangen. Von da an hieß sein Whisky „Canadian Club“. Die Prohibition 1919 in den USA war eine einmalige Chance für den kanadischen Whisky. Aufgrund dieses Erfolgs und seiner Bekanntheit wurde der Whisky in mehreren Ländern angeboten.
Walkers Unternehmen wurde 1987 von Allied Lyons, einer britischen Firma, aufgekauft, die sich kurz darauf mit der spanischen Firmengruppe (Allied) Domecq vereinigte.

## Sorten

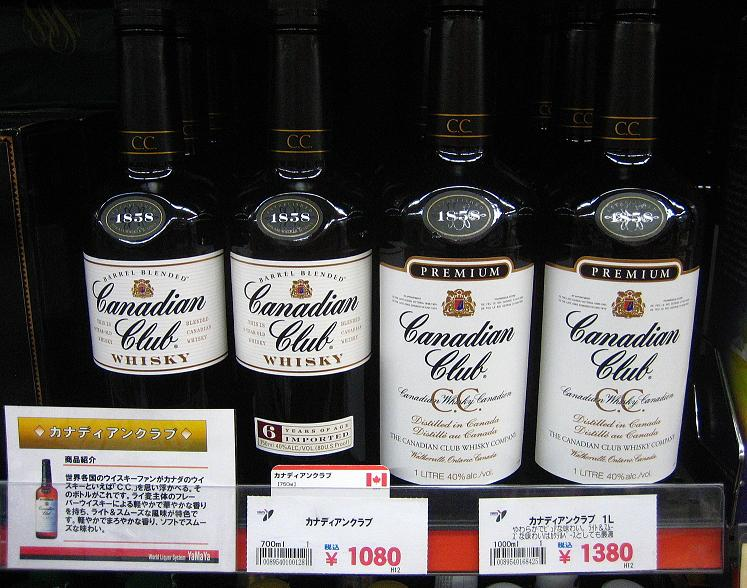
Flaschen des Canadian Club Whisky im Verkauf, Iizaka, Fukushima, Japan

- Canadian Club 6 Years Old / Canadian Club Premium : Ist der bekannteste und meistverkaufte Whisky. Wird in mehr als 150 Ländern vertrieben wie Neuseeland oder Australien.
- Canadian Club Reserve
- Canadian Club Classic :  12-jähriger Whisky
- Canadian Club 100 Proof
- Canadian Club Sherry Cask
- Canadian Club Dry : Verkaufsstart in Australien war 2001. Ist ein fertig gemixter sechsjähriger Whisky mit Ginger Ale.